# 韓国産業銀行
韓国産業銀行 (朝: 한국산업은행; 英: Korea Developement Bank) は、大韓民国（韓国）の銀行。主に KDB産業銀行 (朝: KDB산업은행) などと呼ばれている。韓国産業銀行法に基づき、大韓民国政府が100％出資する特殊銀行（政府系金融機関）である。

## 概要
1954年に資本金4千万ウォンで設立された。2008年現在、40の国内支店と7つの海外支店、5つの海外子会社があり、従業員約2100人を擁する。

### 沿革
- 1954年4月1日 - 設立。
- 1967年 - 外国為替銀行業務を開始。
- 1989年 - 信託業務を開始。
- 2001年 - 本店を永登浦区汝矣島洞に移転。
- 2003年 - バンカシュアランス業務を開始。
- 2009年 - 政策金融公社とKDBフィナンシャルグループに分割。
- 2010年12月 - 大宇建設を買収。
- 2012年1月31日 - 企画財政部長官がその他公共機関の指定の解除[3]。